# Ambodimangavalo
Ambodimangavalo is een plaats en commune in het oosten van Madagaskar, behorend tot het district Vavatenina, dat gelegen is in de regio Analanjirofo. Tijdens een volkstelling in 2001 telde de plaats 10.938 inwoners.
De plaats biedt enkel lager onderwijs aan. 98 % van de bevolking werkt als landbouwer. De belangrijkste landbouwproducten zijn koffie en kruidnagelen; ander belangrijk product is rijst. Verder is 2% actief in de dienstensector.